# 왈테르 아요비
왈테르 올란도 아요비 코로소(스페인어: Walter Orlando Ayoví Corozo, 1979년 8월 11일, 카마로네스 ~)는 별칭 마카코 (Macaco) 로도 알려진 에콰도르의 전 축구 선수이다. 그는 에콰도르 리그의 엘 나시오날과 에콰도르 국가대표팀에서 이전에 좌측 윙 미드필더로 활약했었다. 그의 사촌 동생인 하이메 아요비 또한 축구 선수로, 현재 에콰도르 국가대표팀 선수이기도 하다.

## 클럽 경력

### 바르셀로나 스포르팅
아요비는 2002년 1월 23일, 에멜레크에서 바르셀로나 스포르팅으로 비공개 이적료에 이적하였다. 독일 분데스리가의 빌레펠트나 마인츠 05 같은 유럽 클럽 이적과 관한 루머가 나왔으나, 아요비는 2006년까지 바르셀로나 스포르팅 선수 신분으로 남았다.

### 엘 나시오날
그는 2006년에 엘 나시오날로 이적하였다. 이적하기 전까지 그는 아랍에미리트의 두바이를 연고로 하는 알 와슬에서 활약하기도 했다.

### 몬테레이
2009년 1월 7일, 루머에 따르면 몬테레이가 그의 영입에 관심을 표하였다. 그는 얼마 지나지 않아 몬테레이로 임대되었고, 2009년 2월 6일에 4주 경기인 에스투디안테스 테코스와의 경기에서 데뷔해 첫 골을 득점했다.
2009년 3월 29일, 몬테레이는 에콰도르와 브라질간의 환상적인 경기 후 아요비의 완전 이적을 결정했다. 2011년 12월, 그는 몬테레이와의 재계약을 통해 클럽과의 미래를 확실시 했다.

## 국가대표팀 경력
왈테르는 대한민국과 일본에서 열린 2002년 FIFA 월드컵의 최종 엔트리에 포함되었다. 에콰도르 국가대표팀의 젊은 선수 축에 끼던 그는 대회에서 단 한번도 출장하지 못했다. 그는 독일에서 열릴 2006년 FIFA 월드컵 본선에 진출한 에콰도르 국가대표팀의 주전 선수로 활약하였으나, 이번에는 본선 최종 엔트리에 포함되지 못했다.
그는 그러나 2007년 코파 아메리카 선수 명단에 이름을 올렸다. 그는 코파 아메리카를 준비하기 위해 콜롬비아와 펼친 경기에서 아름다운 프리킥 득점에 성공하였다. 그는 2007년 코파 아메리카에서 멕시코전에 교체로, 브라질전에는 선발로 총 2번의 경기에 나왔다.
아요비는 뒤늦게 에콰도르의 2010년 FIFA 월드컵 예선전 막판에 주요 선수로 활약하였다. 그는 이웃나라인 페루와의 경기에서 멀티골로 5-1 승리를 견인한 계기로 주전 자리를 굳혔다. 그는 2009년 6월 11일, 강호 아르헨티나와의 중요한 경기에서 매우 놀라운 득점을 성공시키며, 2-0 승리에 공헌했다.
왈테르는 에콰도르 대표로 2014년 FIFA 월드컵 예선전 16경기에 모두 출전한 몇 되지 않는 선수들 중 한명이었다. 다재다능한 선수로, 그는 주로 레프트 백으로 기용되었다. 그는 에콰도르가 2014년 FIFA 월드컵 본선에 올라가는데 있어서 핵심적인 역할을 맡았다.

### 국가대표팀 득점 기록
| # | 날짜             | 경기장                                        | 상대       | 점수 | 결과 | 대회                      |
| - | ---------------- | --------------------------------------------- | ---------- | ---- | ---- | ------------------------- |
| 1 | 2007년 6월 6일   | 에스타디오 데 라 콘도미나, 카르타헤나, 스페인 | 콜롬비아   | 0–1  | 3–1  | 친선경기                  |
| 2 | 2007년 11월 21일 | 에스타디오 올림피코 아타왈파, 키토, 에콰도르  | 페루       | 1–0  | 5–1  | 2010년 FIFA 월드컵 예선전 |
| 3 | 2007년 11월 21일 | 에스타디오 올림피코 아타왈파, 키토, 에콰도르  | 페루       | 4–0  | 5–1  | 2010년 FIFA 월드컵 예선전 |
| 4 | 2008년 3월 26일  | 에스타디오 라 콘차, 라타쿤가, 에콰도르        | 아이티     | 2–1  | 3–1  | 친선경기                  |
| 5 | 2009년 6월 10일  | 에스타디오 올림피코 아타왈파, 키토, 에콰도르  | 아르헨티나 | 1–0  | 2–0  | 2010년 FIFA 월드컵 예선전 |
| 6 | 2010년 11월 17일 | 에스타디오 올림피코 아타왈파, 키토, 에콰도르  | 베네수엘라 | 3–0  | 4–1  | 친선경기                  |
| 7 | 2010년 11월 17일 | 에스타디오 올림피코 아타왈파, 키토, 에콰도르  | 베네수엘라 | 4–0  | 4–1  | 친선경기                  |
| 8 | 2013년 5월 29일  | FAU 스타디움, 보카 라톤, 미국                 | 독일       | 2–4  | 2–4  | 친선경기                  |

## 수상

### 클럽
에멜레크
- 에콰도르 세리에 A: 2001, 2002

엘 나시오날
- 에콰도르 세리에 A (1): 2006

몬테레이
- 멕시코 프리메라 디비시온: 2009 아페르투라, 2010 아페르투라
- CONCACAF 챔피언스리그: 2010–11, 2011–12, 2012–13
- FIFA 클럽 월드컵 3위: 2012

## 같이 보기
- A매치 100경기 이상 출전한 축구 선수 명단